# Fort Verena
Fort Monte Verena (původně pravděpodobně jen Forte Verena) byla pevnost italské obranné linie vybudované na tehdejší rakousko-uherské hranici v období před první světovou válkou. Fort byl hlavní základnou stejnojmenné dělostřelecké skupiny, která zahrnovala několik bateriových postavení dokončených již před začátkem války a rozmístěných v bezprostředním okolí pevnosti Forte Verena.

## Mezilehlé baterie

### Baterie Costa del Civello
Předválečné dělové stanoviště s ochrannou zdí a kamennou budovou. Vybaveno dvěma houfnicemi ráže 28 cm. Rakousko-uherské označení: Z-34 nebo baterie Roccolo.

### Baterie Bosco Arzari
Předválečné dělové stanoviště s ochrannou zdí a kamennou budovou. Vybaveno dvěma houfnicemi ráže 28 cm. Rakousko-uherské označení: Z-22

### Baterie Spelonca della Neve
Předválečné dělostřelecké stanoviště s ochrannou zdí a kamennou kavernou. Vybaveno dvěma houfnicemi ráže 28 cm. Rakousko-uherské označení: Z-32

## Poloha
Pevnost Forte Verena se nachází v nejseverovýchodnějším cípu náhorní plošiny Altopiano dei Sette Comuni v provincii Vicenza. Forte Monte Verena se nachází na vrcholu stejnojmenné hory v nadmořské výšce 2015 metrů, a bylo tak nejvýše položeným opevněním celé fronty. Díky své exponované poloze předsunutý hřeben Monte Verena zcela uzavřel údolí Val d'Assa na jihu směrem k městu Asiago. Pevnost Fort Verena ležela šest kilometrů východně od rakousko-uherské pevnosti Werk Lusern a měla přímý výhled na ni a na další pevnost Forte Verle.

## Popis
Pravé křídlo pevnosti bylo postaveno přímo u strmé skalní stěny, a proto nemohlo být z této strany napadeno pěchotou. Na zbývajícím terénu byl fort obklopen šest metrů širokým příkopem s vnitřním svahem a tři metry vysokou cihlovou kontreskarpou, stejně jako dolní stavbou a zákopovou budovou. Na obou stranách příkop otevřeně končil u skalního srázu do údolí Val d'Assa.
Čtyři pancéřové věže stály v řadě vzdálené od sebe deset metrů (od středu ke středu). Děla spočívala na středových otočných závěsech; věž se otáčela na kuličkových ložiskách uložených na platformě děla. Pancéřové kopule se skládaly ze dvou ocelových poloplášťů o tloušťce 16 cm, které byly k sobě přiloženy a držely pohromadě pouze pomocí dvoucentimetrového vnitřního ocelového pláště. Přední pancíř byl silný 75 až 80 centimetrů a skládal se ze šesti částí sešroubovaných dohromady. Na kopule byla použita kalená litá ocel vysoké pevnosti; předpancíř byl vyroben z obyčejné litiny vysoké pevnosti a nízké lámavosti. Kopule byly propojeny chodbou vedoucí pod nimi, z níž vedla k věžím litinová schodiště s bočními muničními výtahy. Na dělový komplex navazovala poterna s připravenými prostory pro posádku a muničními místnostmi. Hlavní muniční sklad se nacházel pod poternou ve skále a byl zcela chráněn. Ubytování pro posádku a důstojníky bylo zajištěno v kasárnách sestávajících ze dvou objektů umístěných pod fortem na přístupové cestě. Strop objektu tvořila tři metry silná vrstva podbíjeného nevyztuženého betonu, tj. nebyla do něj vložena žádná výztuž. Betonový strop se skládal ze tří vrstev, dole a nahoře byla vrstva kvalitního betonu o tloušťce asi 10 centimetrů, mezi nimiž bylo 2,8 metru vyzdívky z extrémně chudého a nekvalitního materiálu, což mělo při střelbě supertěžkého dělostřelectva katastrofální účinky. Zázemí pro boj zblízka tvořilo pouze pěchotní postavení navazující na zákop, rozložené v půlkruhu kolem objektu a vybavené kulometnými stanovišti otevřenými nahoru a dozadu. Do pevnosti nebyl zaveden přívod elektřiny.

## Výzbroj

### Počáteční výzbroj
Jako počáteční vybavení byly instalovány dělové věže od firmy Armstrong, Mitchell & Co. z Pozzuoli. Kvůli světlé šířce kolem pěti metrů nemohly být přepravovány v jednom kuse a byly dodány ve třech jednotlivých částech a smontovány na místě. Tloušťka stěn byla 14 cm a celková hmotnost kopule činila asi 22,5 tuny. Předpancíř se rovněž skládal z několika částí. Byla zde použita čtyři děla Armstrong ráže 149 mm L/35 "A" s ocelovými hlavněmi (na rozdíl od dříve používaných bronzových hlavní) o délce 36,6 ráží (5,46 m) a hmotnosti 3,7 tuny. Maximální dostřel při střelbě 42kg výbušným granátem byl 12 400 metrů, 52kg šrapnelový granát naplněný 1057 olověnými kuličkami (průměr 15,2 mm) doletěl 12 000 metrů. Další výzbroj tvořily čtyři kanóny A ráže 75 mm, čtyři kulomety v zákopu a dva mobilní kulomety pro blízkou obranu.

### Konečná výzbroj
V roce 1913 byly vyměněny dělové kopule. Jako náhrada byly použity dvoudílné pancéřové kopule vyrobené v licenci firmou Ansaldo a vyráběné společností Schneider-Creuzot. Ty měly tloušťku pancíře 15 centimetrů. Obě poloviny pláště byly namontovány na dva centimetry silném vnitřním plášti. Nově byly instalovány čtyři kanóny Schneider L/35 "S" ráže 149 mm, které však měly pouze stejný výkon jako jejich předchůdci. Rychlost střelby se i zde pohybovala kolem dvou ran za minutu.

## Historie
Pevnost byla budována od roku 1910 jako stanoviště dalekonosných děl se čtyřmi pancéřovými kopulemi v ose probíhající od severovýchodu k jihozápadu s čelem proti pevnosti fort Verle, která byla primárním cílem.
Již v roce 1913 byly zahájeny práce na nahrazení dříve používaných třídílných pancéřových kopulí dvoudílnými, které vyráběla francouzská firma Schneider-Creuzot. Vzhledem k tomu, že kvůli mimořádné nadmořské výšce mohly být práce prováděny maximálně šest měsíců v roce, dokončení se protáhlo. Podle LEINGGA (L'esercito italiano nella grande guerra), svazek II, str. 148, nebyla pevnost v srpnu 1914 ještě plně vyzbrojena a v zimě 1914/15 nebyla ani obsazena. Nicméně 24. května 1915, den po vyhlášení války Itálie Rakousku-Uhersku, byla plně funkční.

## Bojové akce
Podle nepotvrzených informací vypálila Forte Verena první výstřel ve válce proti Rakousku-Uhersku 24. května 1915 v 04:00. Čtyři dlouhohlavňová děla fortu a baterie patřící ke komplexu se svými 280mm houfnicemi zcela ovládly jim přidělené palebné pole, patřící do rozsáhlého systému rakousko-uherských opevnění na italské hranici (Lavaronsko-folgarské bariéry). Vzhledem k vysoké rychlosti palby došlo již 26. května k poruchám u pevnostní baterie i u 280mm houfnic polních postaveních z důvodu přetěžování materiálu, ty však mohly být po několika dnech nahrazeny. Protože děla rakouských pevností nebyla schopna proti Vereně a Campolongu nic dělat,, mohla pevnost fort Verena nerušeně pokračovat v palbě až do 2. června 1915.
Dne 4. června 1915 zaujala houfnicová baterie č 102, která patřila německému Alpskému sboru, pozice na Monte Rovere se dvěma 15 cm polními houfnicemi a obratem začala pálit na fort Verena. Pevnost sice nemohly reálně ohrozit, ale došlo k poškození pevnosti a ztrátám na personálu, což se sice různě projevilo na morálce posádky i Rakušanů.
Z politického hlediska se tento podnik nacházel přinejmenším v šedé zóně, protože Německo v té době ještě nebylo ve válce s Itálií. Žádný německý voják nesměl překročit hranici - ale mohl přes ni střílet.
Poté, co se podmínky v bariéře Lavarone staly neudržitelnými, rozhodl se císařský a královský generální štáb přijmout příslušná opatření. Do boje proti pevnosti a bateriím v jejím okolí byla nasazena baterie č. 12 s 30,5cm moždířem M.11, která předtím působila ve Flandrech. Po zaujetí pozic na Malga Costa Alta mezi obcí Lusern a průsmykem Passo Vezzena byla 10. června 1915 zahájena palba. V tento a následující den bylo vypáleno asi 30 střel, ale bez způsobení větších škod. Dne 12. června začal moždíř ve 13:45 opět střílet na Fort Verena. Přestože mezitím Italové přibližně prozkoumali postavení minometu a pálili na něj 28cm houfnicemi z baterie Spelonca delle Neve i 14,9cm houfnicemi z baterií Arzari, Mandrielle a také z pevnosti, pokračoval v nepřetržité palbě (v tehdejším dělostřeleckém jazyce nazývané "pomalá ničivá palba"). Kolem 15:00 (přesný čas již nelze určit) pronikl stropem pevnosti 30,5cm granát se zpožďovací roznětkou a explodoval v zásobní místnosti 3. kopule. Výbuch na místě zabil 39 mužů (včetně velitele pevnosti kapitána Truchettiho) a 22 dalších vážně zranil. Deset zraněných pak zemřelo v nemocnici v Asiagu, takže si tento jediný výbuch vyžádal 49 obětí.
Dne 14. června nechal nový velitel pevnosti, kapitán Grill, pevnost vyklidit, protože podle jeho názoru zde nebylo nic, co by se dalo postavit 30,5 cm hmoždíři.

### Situační zpráva kapitána Grilla vrchnímu velení italské armády
Poškození Forte Monte Verena
- díra o průměru asi 2,5 m ve stropě chodby baterie.
- díra o průměru asi 1 m ve stropě zásobníku 3. dělové kopule
- tři nebo čtyři zásahy u čtvrté kopule, které uvolnily obrovské kusy betonu poblíž kuchyňky posádky
- jeden zásah roztříštil vchod do pevnosti
- 20 nebo více zásahů do stropu pevnosti, které způsobily rozsáhlé škody
- předpancíř 3. kopule je rozbitý a vytržený

Fort v současném stavu není schopen odolat palbě ráže 30,5 cm, dokonce ani palbě pouze střední ráže.
Capitano Grill
IX° Reggimento Fortezza
Během zimy 1915/16 nebyl fort obsazen, pouze jedné noci v druhé polovině prosince vypálil osm ran proti Costa Alta. Teprve v dubnu 1916 byl fort znovu obsazen; pro Rakušany to byl dostatečný důvod, aby fort při příležitosti nadcházející květnové ofenzívy zcela zničili. K již existujícímu 30,5cm moždíři přibyla na Malga Laghetto (asi kilometr jižně od Monte Rovere) 42cm houfnice M 14 K.H.B. No. 1.
Dne 19. května 1916 byla v 15:00 zahájena palba na pevnost. Ostřelování trvalo pouze do 23. května, kdy byla pevnost definitivně zničena.

## Výsledek ostřelování
Podle záznamu provedeném k.u.k. Kapitánem generálního štábu Ettore Bertuolim:
"Zpráva pro 28. ITD ze dne 24. května 1916 o stavu pevnosti Fort Verena".
- a) Přesný počet zásahů již nelze určit.
- b) Ostřelování rážemi 30,5 cm a 42 cm vykazuje devastující účinky na celkovou hmotu.
- c) Dělová věž č. 1 (vpravo od severu) - přímý zásah. Průstřel se zpožděným zápalem, montáž a střílna zcela zničeny, předpancíř proražen a roztříštěn. Polovina kopule byla na dopadové hraně roztržena.
- d) Dělová věž č. 2 - průstřel zepředu, přední polovina kopule odlétla, vnitřní ocelový plášť zůstal z velké části neporušen. Zbraň nepoužitelná.
- e) Dělová věž č. 3 - zásah věže, vnitřní velké ocelové části odlétly a tím poškodily držák. Zbraň nepoužitelná.
- f) Dělová věž č. 4 - přední pancíř obnažen, kopule stále otočná, zbraň stále provozuschopná.

Betonový strop kasematního bloku i chodby baterie byl několikrát proražen. Velmi nízká odolnost krytu v důsledku horšího betonu. Přímý zásah pronikl stropem kasematy, překonal klenbu, prorazil 2 m silnou vnější stěnu a vyrazil v ní otvor o rozloze více než 4 m². Kontreskarpová zeď a pěchotní předprsně jsou těžce poškozeny. Pevnost již nemá žádnou bojovou hodnotu.
Bertuola Hptm. m.p.

## Přístup
K pevnosti se lze dostat z obce Roana, přes vesnici Mezzaselva a odtud po silnici, která vede k hoře Monte Verena. Brzy se dojede k parkovišti u rifugio Verenetta. Odtud je možné pěšky nebo pomocí lanovky (pokud je v provozu) dosáhnout vrcholu hory a pevnosti.

## Galerie

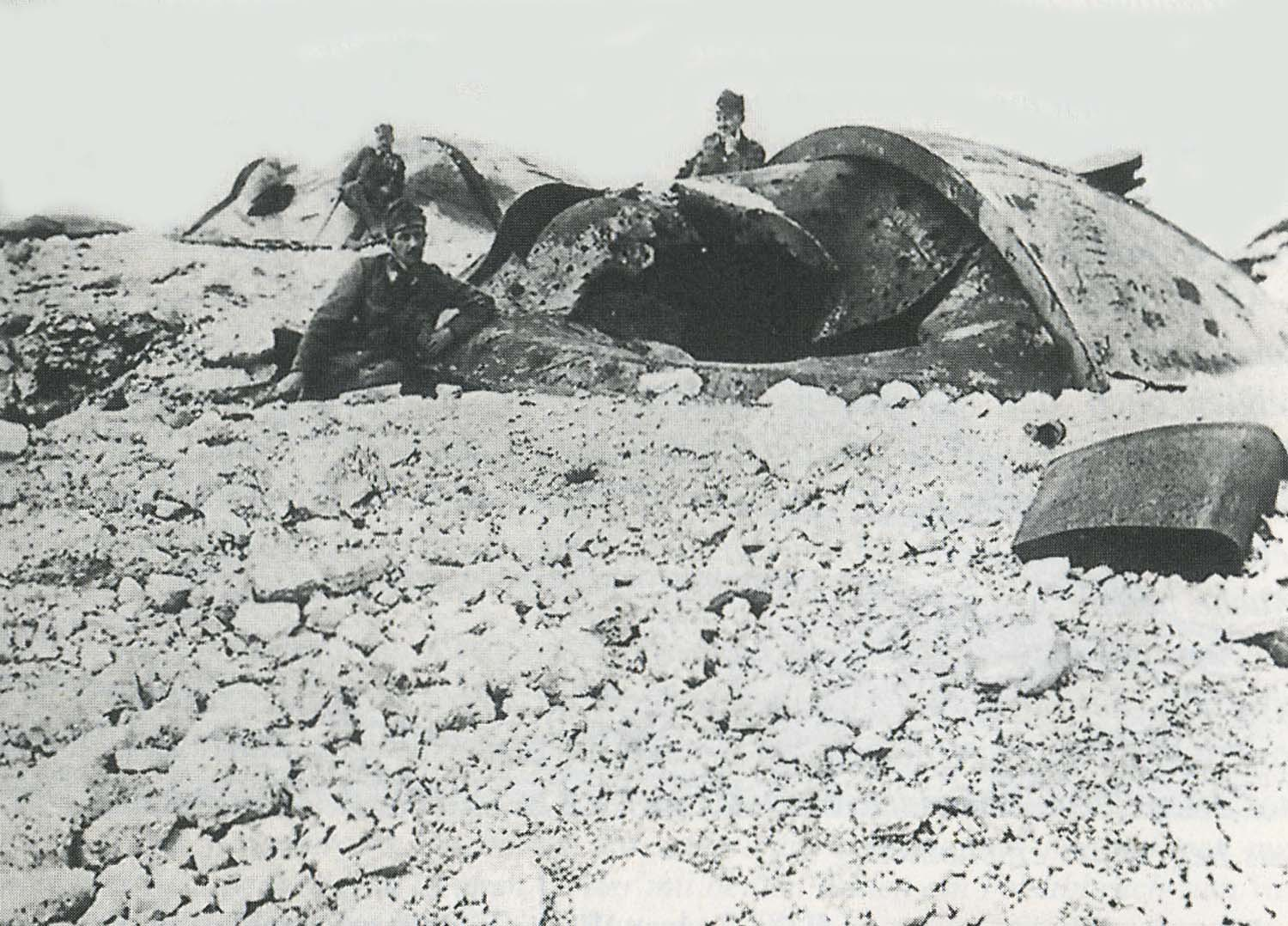
Kopule č. 1 a 2 (Je zřetelně vidět, že se jedná o dvoudílné kopule, které byly použity pouze na dělech typu "S". Přední část kopule s kanónem chybí, vnitřní plášť je odkrytý. Vpravo v popředí část předpancíře).
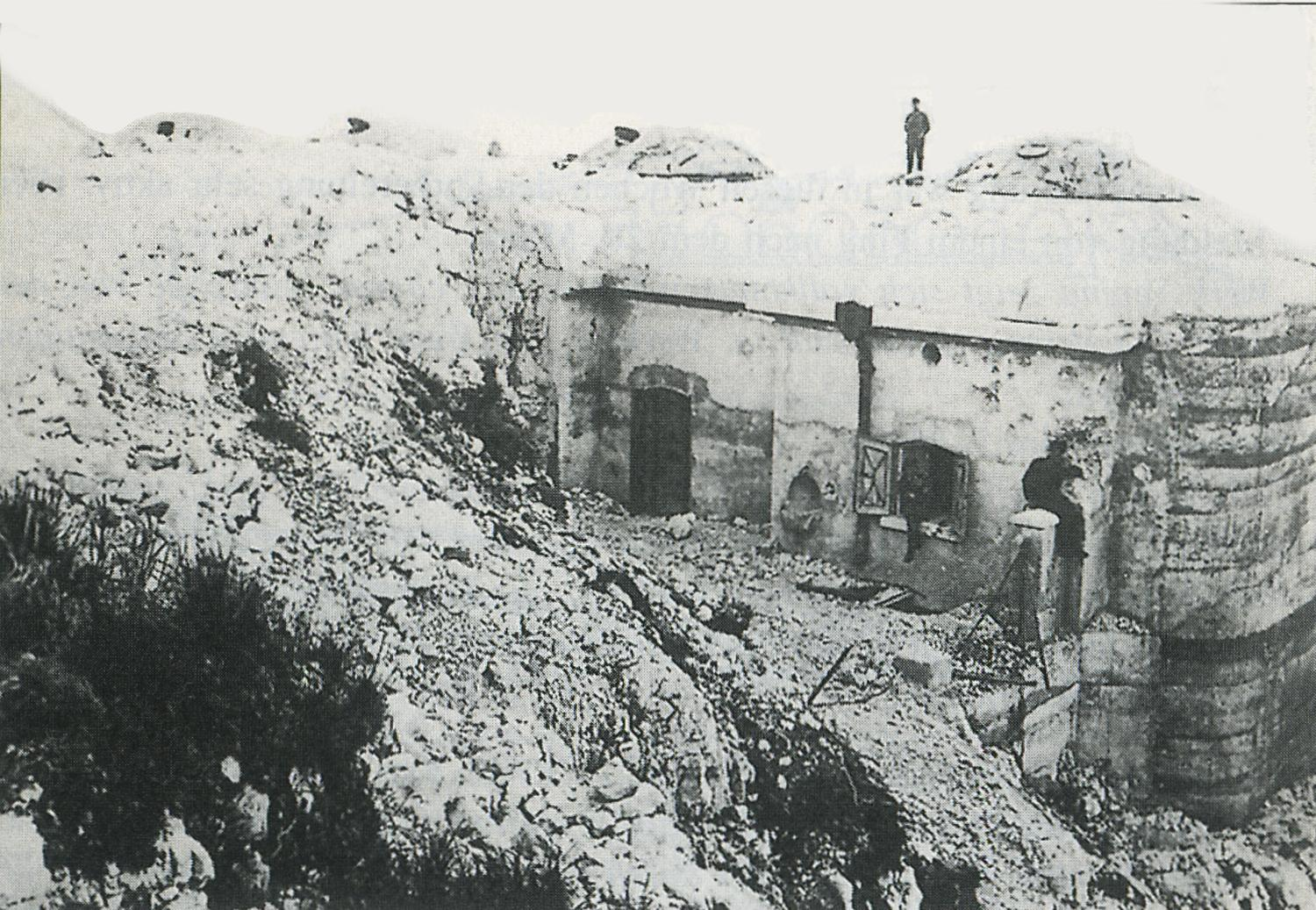
pravý roh dělostřelecké baterie fotu Verena
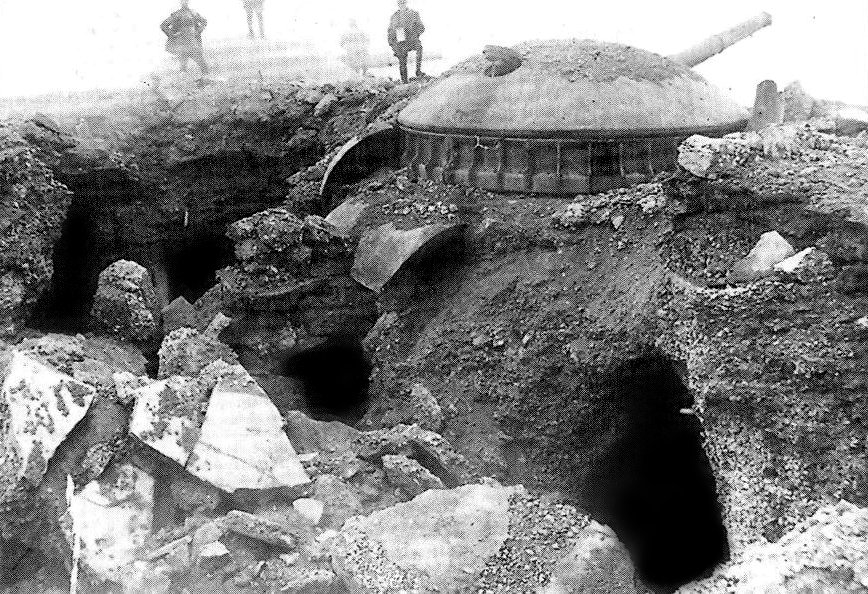
Kopule č. 3 s úderem vlevo. Na hlavni je vidět typický kroužek pro model "S", totéž platí pro barbetu, která se takto vyskytovala rovněž pouze u typu "S".
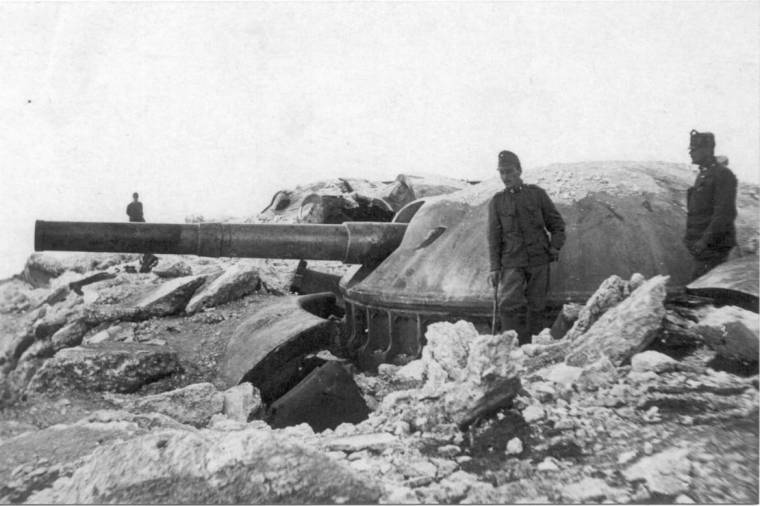
dělová věž č. 4 v roce 1916
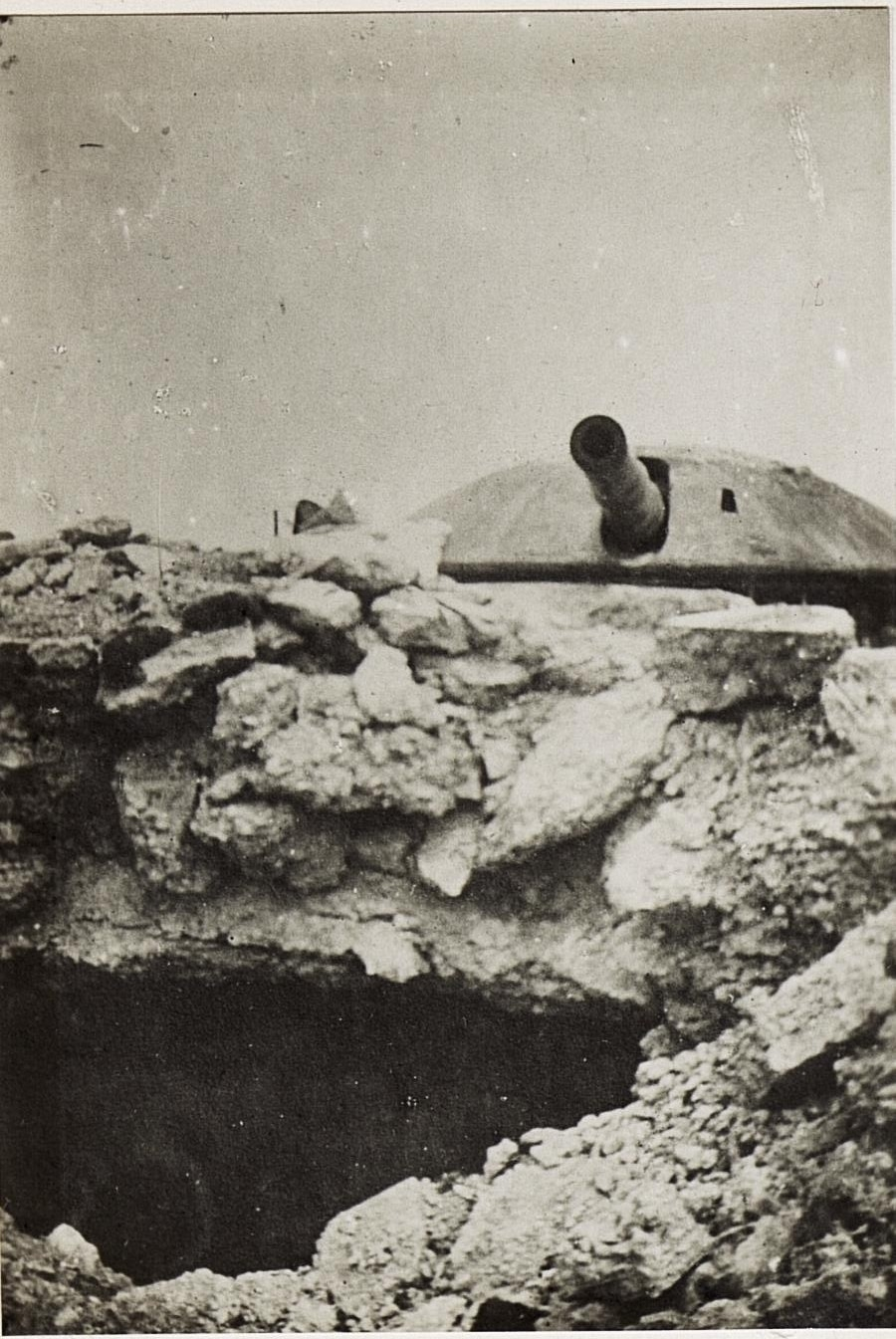
fort Verena v roce 1916
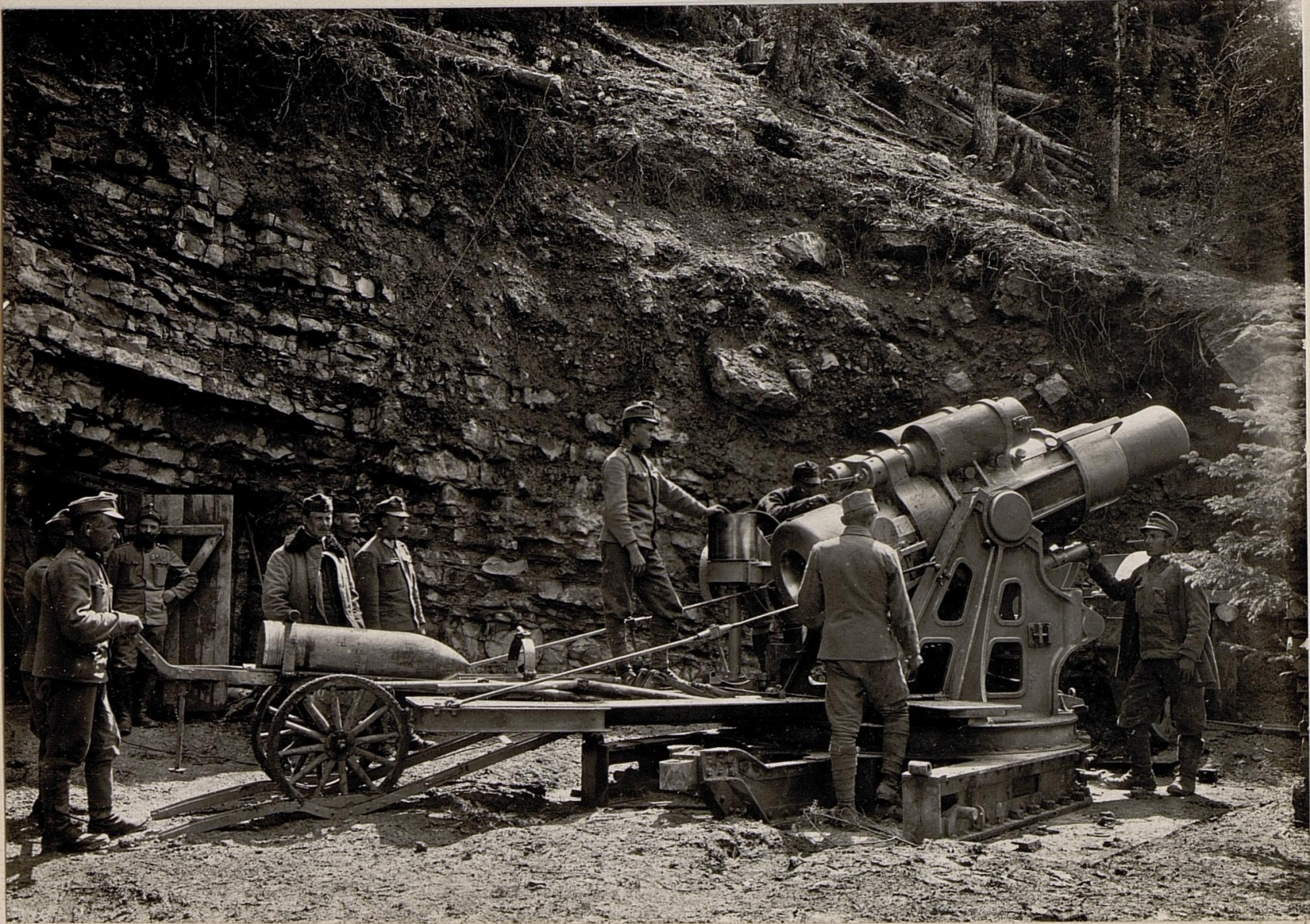
Tento moždíř na náhorní plošině Lavarone zničil v červnu 1915 pevnosti Verena a Campolongo.